# نقص صوديوم الدم المرتبط بالتمرين
نقص صوديوم الدم المرتبط بالتمرين ، هو اضطراب السوائل بالكهرباء الناجم عن انخفاض مستويات الصوديوم أثناء أو حتى 24 ساعة بعد النشاط البدني لفترات طويلة. يمكن أن يتطور هذا الاضطراب عندما يشرب عدائي الماراثون أو الرياضيون في حالة التحمل المزيد من السوائل، عادةً الماء أو المشروبات الرياضية، أكثر مما يمكن أن تفرزه الكليتان. هذا الماء الزائد يمكن أن يخفف بشدة مستوى الصوديوم في الدم المطلوب للأعضاء، وخاصة الدماغ، للعمل بشكل صحيح.
ازداد معدل الإصابة بـانخفاض مستوى الصوديوم لدى الرياضيين في السنوات الأخيرة، خاصة في الولايات المتحدة، حيث أصبحت سباقات الماراثون وأحداث التحمل أكثر شيوعًا. أظهرت دراسة حديثة أن 13% من عدائي ماراثون بوسطن سنة 2002 قد عانوا من انخفاض الصوديوم؛ كانت معظم الحالات خفيفة.  تم توثيق ثماني وفيات بسبب انخاض الصوديوم منذ عام 1985.

## الأعراض
قد تكون الأعراض غائبة أو خفيفة في البداية المبكرة لانخفاض الصوديوم ويمكن أن تشمل ضعف أداء التمرين والغثيان والقيء والصداع والانتفاخ وتورم اليدين والساقين والقدمين. مع زيادة احتباس الماء، قد تحدث زيادة في الوزن أيضًا.  تشمل الأعراض الأكثر شدة الوذمة الرئوية واعتلال الدماغ الناقص الصوديوم. ترتبط أعراض اعتلال الدماغ الناجم عن نقص صوديوم الدم بمستوى متغير من الوعي ويمكن أن تشمل الشعور بالغموض، والنعاس، والانسحاب من التفاعل الاجتماعي، ورهاب الضوء، والنوبات.

## الأسباب
تشمل الأسباب الرئيسية لانخفاض الصوديوم احتباس السوائل المفرط أثناء التمرين مع نقص كبير في الصوديوم وتناول مفرط للسوائل مما يؤدي إلى زيادة في إجمالي مياه الجسم مما يؤدي إلى انخفاض في مستويات الصوديوم في الدم.
عوامل الخطر الخاصة بالرياضيين هي: كونهم من الإناث. استخدام العقاقير غير الستيرويدية المضادة للالتهابات مضادات الالتهاب غير الستيروئيدية؛ تشغيل بطيء ابتلاع السوائل المفرط انخفاض وزن الجسم وقلة الخبرة الحدث.  عوامل الخطر الخاصة بالحدث هي: توافر كميات كبيرة من سوائل الشرب؛ مدة التمرين تتجاوز 4 ساعات؛ الظروف البيئية الساخنة بشكل غير عادي؛ ودرجة حرارة شديدة البرودة.

## آلية
الصوديوم هو إلكتروليت مهم ضروري للحفاظ على ضغط الدم. يوجد الصوديوم بشكل أساسي في سوائل الجسم المحيطة بالخلايا وهو ضروري للأعصاب والعضلات وأنسجة الجسم الأخرى لتعمل بشكل صحيح.
قد تساهم العديد من العوامل في تطوير انخفاض الصوديوم. في ظل الظروف العادية، يتم تنظيم مستويات الصوديوم والماء عن طريق الجهاز الكلوي والهرموني.  يمكن أن يحدث الانخفاض في مستويات الصوديوم بسبب خلل في الجهاز الكلوي والهرموني، وزيادة هائلة في استهلاك الماء والخسارة المفرطة للصوديوم من خلال التعرق. عندما تنخفض مستويات الصوديوم خارج الخلايا، ينتقل الماء إلى الخلايا.  تبدأ الخلايا في الزيادة في الحجم. عندما تبدأ عدة خلايا في منطقة واحدة في الزيادة في الحجم، يحدث تورم في المنطقة المصابة. عادة ما يُلاحظ التورم في اليدين والساقين والقدمين. 
الصوديوم مهم أيضًا في تنظيم كمية الماء التي تمر عبر الحاجز الدموي الدماغي. يؤدي انخفاض مستويات الصوديوم في الدم إلى زيادة نفاذية الماء عبر الحاجز الدموي الدماغي. يتسبب هذا التدفق المتزايد للمياه في تورم الدماغ مما يؤدي إلى أعراض عصبية شديدة.

## التشخيص
يتم تصنيف انخفاض معدل الصوديوم في الدم من خلال وجود مصل دم أو مستوى صوديوم بلازما أقل من المعدل الطبيعي، وهو أقل من 135   مليمول / لتر.  عادة لا يتم الكشف عن أعراض انخفاض الصوديوم بدون أعراض ما لم يكن لدى الرياضي مصل دم الصوديوم أو اختبار البلازما. قد يتم الكشف عن اعتلال الدماغ بنقص سكر الدم باستخدام دراسات التصوير الدماغي ويمكن تأكيد الوذمة الرئوية عن طريق الأشعة السينية.

## الوقاية
تركز الوقاية التقليدية من انخفاض معدل الصوديوم على تقليل استهلاك السوائل لتجنب احتباس السوائل قبل وأثناء وبعد التمرين. 
ومع ذلك، بما أن هذا يمكن أن يخاطر بالجفاف، فمن الممكن اتباع نهج بديل لاستهلاك كمية كبيرة من الملح قبل ممارسة الرياضة. لا يزال من المهم عدم الإفراط في استهلاك المياه لدرجة تتطلب التبول، لأن التبول قد يتسبب في إفراز الملح الإضافي. 

### دور العطش
وخلص الباحثون في بيان منشور عن المؤتمر الدولي الثالث لتوافق الآراء المرتبط بالتمرينات الرياضية المصاحبة للتمرين إلى أن الشرب وفقًا لإحساس العطش كافٍ لمنع الجفاف ونقص صوديوم الدم. تناقض هذه النصيحة الكلية الأمريكية للطب الرياضي، التي أوصت سابقًا بشرب الرياضيين "بقدر ما هو مقبول.  في أكتوبر 2015، صرح رئيس دبليو لاري كيني أنه "يجب أن تكون الرسالة الصحية الواضحة والمهمة هي أن العطش وحده ليس أفضل مؤشر على الجفاف أو احتياجات الجسم من السوائل".
في رسالة إلى محرري مجلة الحياة البرية والطب البيئي، براد إل بينيت، زعم دكتوراه «إدامة الأسطورة التي يحتاجها المرء للشرب بعد إملاءات العطش يمكن أن تكون قاتلة». وبالمثل، فإن مؤلفي بيان المؤتمر الدولي الثالث لتوافق الآراء المرتبط بالتمارين الرياضية المصاحب لممارسة التمارين الرياضية، يدعون أن هذه النصيحة «سهلت الإفراط في الإفراط في السوائل والتسبب في مرض انخفاض نسبة الصوديوم». 

## علاج أو معاملة
تركز العلاجات على السبب الأساسي لنقص صوديوم الدم وتشمل
- تقييد السوائل
- 0.9٪ محلول ملحي ومحلول مفرط التوتر عن طريق الوريد
- 100 مل 3٪ محلول ملحي بالساعة

بالإضافة إلى العلاجات المذكورة أعلاه، قد يتلقى الرياضيون الذين يعانون من اعتلال الدماغ انخفاض مستوى الصوديوم أيضًا الأكسجين عالي التدفق وضخ سريع من 100 مل من 3٪ كلوريد الصوديوم لتقليل وذمة الدماغ. 

## الأبحاث الحديثة
نظرًا لزيادة معدل الإصابة بـانخفاض معدل الصوديوم في السنوات الأخيرة، فقد ركزت الأبحاث الحالية على انتشارانخفاض معدل الصوديوم في عدائي الماراثون ورياضيي التحمل. وجدت إحدى الدراسات أن 26 ٪ من الرياضيين المتنافسين في الثلاثي الحديدي الثلاثي الترياثلون طوروا انخفاض معدل الصوديوم  قامت دراسة مماثلة بقياس مدى انتشار انخفاض معدل الصوديومفي السباحين في المياه المفتوحة شديدة التحمل ووجدت 8 ٪ من الذكور و 36 ٪ من الإناث طوروا انخفاض معدل الصوديوم.
ركزت الأبحاث الحالية أيضًا على تحديد العلاج الأكثر فعالية لانخفاض معدل الصوديوم. تشير البيانات من إحدى الدراسات إلى أن الإعطاء الفوري لـ 100 مل من البلعة الوريدية بنسبة 3 ٪ من محلول ملحي مفرط التوتر كان أكثر فعالية في تطبيع مستويات الصوديوم في الدم من الإعطاء الفموي لانخفاض معدل الصوديوم بدون أعراض.